# Nino Batsiashvili
Nino Batsiashvili (in georgiano ნინო ბაციაშვილი?; 1º gennaio 1987) è una scacchista georgiana, grande maestro.
Ha ottenuto il titolo di grande maestro internazionale nel 2018, è stata tre volte campionessa georgiana e ha vinto tre medaglie, di cui una d'oro, alle Olimpiadi degli scacchi.

## Carriera
Nel 2015 in gennaio vince il campionato georgiano femminile a Tbilisi con il punteggio di 7 punti su 9, distanziando di un punto il grande maestro Bela Khotenashvili e il maestro internazionale Nino Khurtsidze.
Nel 2016 in febbraio partecipa alla tappa di Teheran, in Iran, del FIDE Women's Grand Prix 2015-2016, dove si classifica ultima con 3,5 punti su 11. In maggio si classifica al terzo posto nella tappa del Grand Prix di Batumi, in Georgia, totalizzando 6 punti su 11 a pari merito con l'ucraina Anna Muzyčuk, ma con lo scontro diretto a proprio favore. In dicembre si classifica al secondo posto nella tappa di Chanty-Mansijsk, in Russia del Grand Prix, totalizzando 6,5 punti su 11. I risultati nelle tre tappe del Grand Prix le varranno il settimo posto finale nella classifica del circuito.
Nel 2018 in febbraio vince il campionato georgiano femminile a Tbilisi con il punteggio di 7 punti su 9, a pari merito con Bela Khotenashvili, ma con migliore spareggio tecnico. In ottobre vince la medaglia di bronzo alle Olimpiadi di Batumi, giocando in terza scacchiera.
Nel 2020 vince il campionato georgiano femminile a Tbilisi con il punteggio di 7 punti su 9.
Nell'ottobre 2021 vince il Campionato spagnolo a squadre in 8ª scacchiera per la DuoBeniaján Costa Calida.
Tra luglio e agosto 2022 partecipa alle Olimpiadi di Chennai, ottenendo l'argento di squadra e l'oro personale come seconda scacchiera.
Nel 2023 vince la medaglia d'oro al Campionato del Mondo a squadre femminile, svoltosi a Bydgoszcz con la rappresentativa georgiana, bissando il successo del 2015.